# We Global
We Global è il terzo album discografico in studio del rapper statunitense DJ Khaled, pubblicato nel 2008.

## Tracce
1. Standing On the Mountain Top (featuring Pooh Bear & Ace Hood) – 2:36
2. Go Hard (featuring Kanye West & T-Pain) – 4:32
3. Out Here Grindin (featuring Akon, Rick Ross, Plies, Lil Boosie, Ace Hood & Trick Daddy) – 3:57
4. Go Ahead (featuring Fabolous, Lloyd, Rick Ross, Flo Rida & Fat Joe) – 4:04
5. I'm On (featuring Nas) – 4:24
6. Red Light (featuring Game) – 4:21
7. We Global (featuring Trey Songz, Fat Joe & Ray J) – 3:22
8. She's Fine (featuring Sean Paul, Missy Elliott & Busta Rhymes) – 3:22
9. Final Warning (featuring Rock City, Bun B, Blood Raw, Ace Hood, Brisco, Bali, Lil' Scrappy & Shawty Lo) – 4:16
10. Fuck the Other Side (featuring The Dunk Ryders & Trick Daddy) – 3:43
11. Bullet (featuring Rick Ross & Baby Cham) – 4:08
12. Blood Money (featuring Brisco, Rick Ross, Ace Hood & Birdman produced by Isaac Opus) – 4:55
13. Defend Dade (featuring Casely & Pitbull) – 4:36

## Classifiche
| Classifica (2008)           | Posizione raggiunta |
| --------------------------- | ------------------- |
| Stati Uniti (Billboard 200) | 7                   |